# Hypsiboas prasinus
Hypsiboas prasinus är en groddjursart som först beskrevs av Hermann Burmeister 1856.  Hypsiboas prasinus ingår i släktet Hypsiboas och familjen lövgrodor. IUCN kategoriserar arten globalt som livskraftig. Inga underarter finns listade i Catalogue of Life.